# Мойсилович, Милан
Милан Мойсилович (серб. Милан Мојсиловић, род. 3 августа 1967, Косовска-Митровица) — генерал Вооружённых сил Сербии, начальник Генерального штаба Вооружённых сил Сербии с 14 сентября 2018 года.

## Биография
Родился 3 августа 1967 года в Косовска-Митровице. Окончил в 1987 году среднюю техническую школу при учебном центре бронетанковых и механизированных частей в Баня-Луке (средний балл 9,92), Военную академию Сухопутных войск в 1991 году, Командно-штабную школу в 1998 году и Школу национальной обороны в Белграде в 2006 году. В 2004 году четыре месяца учился в Европейском колледже безопасности в Германии.
Воинскую службу начал в Югославской народной армии в 1991 году в Бановине, когда уже началась война в Хорватии. Конец года встретил в бригаде в Петрине как командир танкового взвода. Весной 1992 года, после начала войны в Боснии и Герцеговине, воевал в Посавине в окрестностях Дервенты в составе боевой группы учебного центра бронетанковых и механизированных частей. В ходе боёв марта — апреля его боевая машина была два раза подбита.
После вывода ЮНА из Боснии и Герцеговины в мае 1992 года и до начала Косовской войны занимал ряд командных и преподавательских должностей в формированиях ВС Союзной Республики Югославии на территории Сербии. С 1993 года — командир учебной роты учебного центра бронетанковых и механизированных частей Вооружённых сил Югославии. В 1994—1996 годах — заведующий классом и преподаватель Военной академии, в 1996—1999 годах — командир танкового батальона.
В марте — июне 1999 года, во время Косовской войны был начальником оперативного отдела штаба 243-й механизированной бригады в Урошеваце. С 2001 года начальник штаба 243-й механизированной бригады Приштинского корпуса, в 2004—2006 годах командир 15-й танковой бригады. В 2006—2007 годах — начальник оперативного отдела командования оперативных сил в составе Вооружённых сил Сербии и заместитель начальника — помощник по операциям — Объединённого оперативного командования в Генеральном штабе. В 2007—2011 годах — заместитель начальника Объединённого оперативного командования в Генеральном штабе.
В 2011—2013 годах — командир сухопутных войск Сербии, в 2013—2017 годах — военный представитель в миссии Сербии при НАТО. С октября 2013 года в течение последующего года занимал должность председателя международной консультативной группы в центре безопасности RACVIAC.
30 декабря 2016 года указом президента Сербии назначен начальником Управления стратегического планирования сектора политики обороны при Министерстве обороны Сербии.
18 марта 2017 года правительство Сербии назначило Милана Мойсиловича исполняющим обязанности помощника министра обороны по вопросам оборонной политики. 14 сентября 2018 года указом президента Сербии назначен начальником Генерального штаба Вооружённых сил Сербии.
24 марта 2024 года возложил венок к памятнику жертвам Югославских войн в Куршумлии и к памятнику погибшим югославским военнослужащим в казарме имени Топлицкого восстания в том же городе. В тот же день он выступил с речью, напомнив о жертвах войны против НАТО 1999 года.
Женат. Есть сын и внучки София и Анастасия. Владеет сербским, английским и русским языками.

## Награды
Отмечен следующими орденами и медалями:
- Орден «За заслуги в области обороны и безопасности» I степени (2000 и 2005)
- Медаль «50 лет Югославской народной армии» (1991)
- Золотая медаль «За усердную службу»[серб.] (2011)
- Медаль «За выдающиеся достижения на военной службе» (2011)
- Юбилейная медаль Вооружённых сил Сербии[серб.] (2015)
- Медаль участника боевых действий на территории СФРЮ (2015)
- Медаль участника боевых действий на территории СРЮ (2015)
- Медаль участника боевых действий на территории Республики Сербия (2016)
- Памятная медаль «За усердную службу в течение 20 лет» (2016)
- Памятная медаль 20-летия защиты Отечества от агрессии НАТО[серб.] (2019)
- Медаль участника объединённых тактических учений «Удар молнии» (2021)
- Памятная медаль «За усердную службу в течение 30 лет» (2022)

## Воинские звания
| Подпоручик | Поручик | Капитан | Капитан 1-го класса | Майор | Подполковник | Полковник | Бригадный генерал | Генерал-майор | Генерал-подполковник | Генерал |
| ---------- | ------- | ------- | ------------------- | ----- | ------------ | --------- | ----------------- | ------------- | -------------------- | ------- |
|            |         |         |                     |       |              |           |                   |               |                      |         |
| 1991       | 1992    | 1995    | 1997                | 1999  | 2001         | 2004      | 2009              | 2011          | 2018                 | 2019    |